# 2,4,8,10-Tetraoxaspiro(5.5)undecan
2,4,8,10-Tetraoxaspiro[5.5]undecan (TOSU) ist eine chemische Verbindung, ein Derivat des 1,3-Dioxans und eine Spiroverbindung.

## Entstehung
TOSU ist ein Acetal aus Formaldehyd und Pentaerythrit und wird bei der Herstellung des letzteren als Nebenprodukt gebildet:

## Physikalische Eigenschaften
Der Flammpunkt beträgt 108 °C, der Octanol-Wasser-Verteilungskoeffizient (log KOW) −0,58.

## Toxikologie und Umwelt
Die akute orale Toxizität von TOSU wird nach bisherigem Erkenntnisstand als gering eingestuft. Humantoxikologische Tests liegen nahezu keine vor.
Im Zeitraum von April bis Juli 2008 wurde TOSU im Trinkwasser von Wasserwerken an der Ruhr in Konzentrationen zwischen 0,4 und 3,6 Mikrogramm pro Liter nachgewiesen. Die Substanz gelangte mit den Produktionsabwässern eines Unternehmens in Arnsberg in die Ruhr. Durch die Inbetriebnahme einer Umkehrosmoseanlage beim Einleiter wurde eine Reduktion der Konzentration auf weniger als 0,1 Mikrogramm pro Liter erreicht.